# Shiloh Fernandez
Shiloh Thomas Fernandez (Ukiah, Kalifornia, 1985. február 26.–) amerikai színész.
Leginkább a Jericho és Tara alteregói című televíziós sorozatból ismert. Feltűnt A lány és a farkas és a Gonosz halott című horrorfilmekben is.

## Fiatalkora
Fernandez a kaliforniai Ukiah-ben született. Édesapja félig portugál és félig orosz-zsidó származású, édesanyja brit származású. Van egy húga és egy öccse. Mostohaapja egy vállalkozó. Mielőtt színész lett, Fernandez mosogatóként kezdett dolgozni. Később átköltözött Los Angelesbe és állást kért Dov Charney-től, aki raktárosként vette fel őt; Fernandez "szörnyűnek" és a "legrosszabb munkának" írta le a raktárban dolgozást.

## Magánélete
Minden idők egyik kedvenc filmje az Amit szerelemnek hívnak és River Phoenix a példaképe. Fernandez kijelentette, hogy ha nem cselekszik időben, akkor spanyol nyelvtudásával Dél-Amerikába költözik és banánfarmot fog működtetni vagy éppen építőiparban fog dolgozni, mert ügyes kezűnek tartja magát; vagy, ha ezeket nem is, akkor írni fog. Fernandez affinitást mutat a countryzene iránt, és álmai középpontjában egy country dal szerepel. Thomas Dekker színész az egyik legjobb barátja.

## Filmográfia

### Film
| Év   | Magyar cím                                 | Eredeti cím                | Szerep                         | Magyar hang     |
| ---- | ------------------------------------------ | -------------------------- | ------------------------------ | --------------- |
| 2007 |                                            | Interstate                 | Edgar                          |                 |
| 2008 | Bosszú                                     | Red                        | Pete Doust                     | Szvetlov Balázs |
| 2008 | Éjkert                                     | Gardens of the Night       | Cooper                         |                 |
| 2008 | A gyilkos bennünk                          | From Within                | Sean (stáblistán nem szerepel) |                 |
| 2008 |                                            | Deadgirl                   | Rickie                         |                 |
| 2008 | Cadillac Records – Csillogó fekete lemezek | Cadillac Records           | Phil Chess                     |                 |
| 2009 |                                            | 16 to Life                 | Rene                           |                 |
| 2009 | Ne nézz fel!                               | Don't Look Up              | Garret                         |                 |
| 2010 |                                            | Skateland                  | Ritchie Wheeler                |                 |
| 2010 |                                            | Happiness Runs             | Jake                           |                 |
| 2011 | A lány és a farkas                         | Red Riding Hood)           | Peter                          | Gacsal Ádám     |
| 2013 | A Kelet                                    | The East                   | Luca                           | Gacsal Ádám     |
| 2013 | Gonosz halott                              | Evil Dead                  | David Allen                    | Moser Károly    |
| 2013 |                                            | Deep Powder                | Danny                          |                 |
| 2013 |                                            | Syrup                      | Scat                           |                 |
| 2014 |                                            | White Bird in a Blizzard   | Phil                           |                 |
| 2014 |                                            | Queen of Carthage          | Amos                           |                 |
| 2015 |                                            | Return to Sender           | William Finn                   |                 |
| 2015 | Miénk a világ                              | We Are Your Friends        | Ollie                          | Előd Álmos      |
| 2016 | Nagyvárosi történet                        | Chronically Metropolitan   | Fenton                         | Szatory Dávid   |
| 2016 | A tél vidéke                               | Edge of Winter             | Richard                        | Tóth Barna      |
| 2016 |                                            | Long Nights Short Mornings | James                          |                 |
| 2019 | Peel                                       | Peel                       | Sam                            | Gacsal Ádám     |
| 2019 | Leégett hidak                              | Already Gone               | Edwin                          | Czető Roland    |
| 2019 | Lángoló kút                                | Burn                       | Perry                          | Pál Tamás       |
| 2021 |                                            | The Birthday Cake          | Gio                            |                 |
| 2021 |                                            | The Cleaner                | Andrew Briggs                  |                 |
| 2021 |                                            | Our Father (rövidfilm)     | Alex                           |                 |
| 2022 |                                            | Big Gold Brick             | Roy                            |                 |
| 2022 |                                            | Continue                   | Trenton                        |                 |
| 2022 |                                            | Private Property           | Ben                            |                 |
| 2022 |                                            | Torn Hearts                | Caleb Crawford                 |                 |
| 2023 |                                            | The Old Way                | Boots                          |                 |
| 2023 | Bűnös vidék                                | Mob Land                   | Shelby Conners                 | Gacsal Ádám     |
| 2023 |                                            | Desperation Road           | Clint                          |                 |

Rövidfilm
- 2005: Wa$ted – Kyle
- 2008: The Warehouse Job – Richard
- 2010: Swerve – Daniel
- 2013: Searching – Henry

### Televízió
| Év        | Magyar cím                               | Eredeti cím                        | Szerep           | Megjegyzés |
| --------- | ---------------------------------------- | ---------------------------------- | ---------------- | ---------- |
| 2006      | Döglött akták                            | Cold Case                          | Valentino        | 1 epizód   |
| 2006–2007 | Jericho                                  | Jericho                            | Sean Henthorn    | 7 epizód   |
| 2007      | Drake és Josh                            | Drake & Josh                       | Julio            | 1 epizód   |
| 2007      |                                          | Lincoln Heights                    | T.J.             | 1 epizód   |
| 2007      | A megbocsájtás útja                      | Crossroads: A Story of Forgiveness | Justin Gutierrez | tévéfilm   |
| 2008      | CSI: New York-i helyszínelők             | CSI: NY                            | Jake Fairwick    | 1 epizód   |
| 2008      | The Cleaner – A független                | The Cleaner                        | Ray Crin Jr.     | 1 epizód   |
| 2009      | Tara alteregói                           | United States of Tara              | Benjamin Lambert | 3 epizód   |
| 2009      | Gossip Girl – A pletykafészek            | Gossip Girl                        | Owen Campos      | 1 epizód   |
| 2009      | Három folyam                             | Three Rivers                       | Scott Becker     | 3 epizód   |
| 2015      | Esküdt ellenségek: Különleges ügyosztály | Law & Order: SVU                   | Scott Russo      | 1 epizód   |
| 2016      |                                          | Falling Water                      | Levon            | 2 epizód   |
| 2017      |                                          | Gypsy                              | Tom              | 4 epizód   |
| 2018      |                                          | Instinct                           | Troy             | 1 epizód   |
| 2019      | Eufória                                  | Euphoria                           | Trevor           | 2 epizód   |
| 2022      | Az újonc                                 | The Rookie                         | Cruz Lopez       | 1 epizód   |

### Videóklipek
| Év   | Előadó            | Cím                                          |
| ---- | ----------------- | -------------------------------------------- |
| 2008 | Plushgun          | "Just Impolite"                              |
| 2008 | Cary Brothers     | "Ride"                                       |
| 2011 | Top Shelf         | "We Still Burn" (rendezte: Shiloh Fernandez) |
| 2012 | Julia Stone       | "Let's Forget All the Things That We Say"    |
| 2012 | Haziq The Giggles | "Testosterone"                               |
| 2014 | Dum Dum Girls     | "Are You Okay?"                              |
| 2014 | Selena Gomez      | "The Heart Wants What It Wants"              |

## Fordítás
- Ez a szócikk részben vagy egészben  a   Shiloh Fernandez című angol Wikipédia-szócikk fordításán alapul.  Az eredeti cikk szerkesztőit annak laptörténete sorolja fel. Ez a jelzés csupán a megfogalmazás eredetét és a szerzői jogokat jelzi, nem szolgál a cikkben szereplő információk forrásmegjelöléseként.